# 東映ヒーローネット
東映ヒーローネット（とうえいヒーローネット、略称THN）とは、東映が運営する同社の特撮番組情報に特化したウェブサイト。
特撮ヒーローファン向けに情報を発信するために開設された有料会員制サイトで、『仮面ライダークウガ』、『未来戦隊タイムレンジャー』放送中の2000年7月1日に開設された。トップページには（主にオンエア中の番組の）俳優からのメッセージ文を定期的に入れ替えながら掲載。半年毎に1期という区切りで、有料会員システムとしては15期まで続いたが、2008年（平成20年）1月15日をもって一時休止。同年3月末よりパスワード制ログインを廃した一般向けサイトとしてリニューアルオープンした。
2021年7月1日の10時をもって閉鎖した。

## 概要
半年毎に会期更新となり、1期ごとの会費は7350円、2期同時申し込みで13650円。ログインパスワードは会期中の半年間のみ有効なので、更新しなければ半年後には自分のパスワードではログインできなくなり、全てのコンテンツが閲覧不可能になる。
入会費振り込みが確認されると、申込み住所宛に入会特典グッズが送付されてくる。入会特典は会期毎に新しいグッズになるため、2期同時申込みをした者には、半年後に新しい入会特典物が送られる仕組みになっていた。
入会特典で送られるアイテムは以下の4点（全15期通じて、これらの組み合わせはずっと変わらなかった）。
- メディコムトイ製のRAH450シリーズ：全高約400mmのソフビ素体に布製コスチュームを着せた非可動フィギュア（1体）
- バンダイのガシャポンHG：ガシャポンHGシリーズ・仮面ライダーのラインナップをでクリアブラックで成形（6種1セット）
- アマダ製 東映ヒロインカード：東映特撮作品のヒロインをあしらった特製トレーディングカード（6枚1セット）
- トレーディングカードサイズの会員証（ログインパスワードが印刷されている）

## 展開
専用パスワードでログインすると、メーカー担当者や漫画家による特撮にからめたイラスト、薀蓄など会員専用の連載コンテンツが楽しめた。
だがブロードバンドが当たり前になった現在のネット事情と違い、2000年代当初は電話回線を利用したダイヤルアップ接続が主であった。回線も太くなかったことから、会員向けコンテンツの動画や画像を見るのにはそれなりのストレスが伴った。THNオープン当時は会員の交流を目的とした掲示板が設けられていたが、会員同士の小競り合いも少なくなく、やがて閉鎖、廃止された。
有料会員制時代のコンテンツは、THNが一般向けに開放された現在、「アーカイブ」というコーナーにまとめられているので読むことが出来るが、有料会員時代のコンテンツ全部がアーカイブに移植されたわけではなく、削除されてしまったものも一部存在する。
また、THNの目玉には会員向けの通販限定品もあった。バンダイ、メディコムトイのTHN仕様の特製フィギュアや、レインボー造形による変身ベルトのレプリカ品など。申し込めば必ず買える受注品もあれば、会員であっても数量限定のために入手できない結果に終わるものまで様々。限定品はその希少性から高額なプレミアム価格で売買もされた。
2000年代初頭には隆盛を極めたトレカブームがやがて収束し、バンダイのガシャポンHGシリーズ自体も徐々に下火になったことから、入会特典品の魅力が乏しくなって会員数は次第に下降。第15期を以って会員制が廃止されることになった。